# Natalja Sedova
Natalja Ivanovna Sedova, född 17 april (5 april enl. g.s.) 1882 i Romny i Sumy oblast i Lillryssland, död 23 januari 1962 i Corbeil-Essonnes i Essonne i Frankrike, var en rysk kommunist och gift med Lev Trotskij. Hon var mor till Leon Sedov.